# کتابخانه ناحیه ان آربر
کتابخانه ناحیه ان آربر (AADL) یک سیستم کتابخانه عمومی است که به ساکنان ناحیه مدرسه ان آربر، میشیگان خدمت می‌کند. کتابخانه مرکز شهر، واقع در خیابان پنجم جنوبی ۳۴۳، در سال ۱۹۵۷ وقف شد و در سالهای ۱۹۷۴ و ۱۹۹۱ به آن ساختمان‌هایی اضافه شد. کتابخانه ناحیه ان آربر همچنین شامل چهار کتابخانه شعبه است: وست گیت، مالتز کریک، تراوروود و پیتسفیلد. در آغاز سال مالی ۲۰۲۲–۲۰۲۱، کتابخانه پس از یک سال خدمات جداگانه در طول دنیاگیری کووید-۱۹ برای خدمات کامل بازگشایی شد. در طول سال مالی تعداد ۸۴۰۳ کارت کتابخانه جدید صادر شد و این کتابخانه در مجموع ۹۰۹۱۰۱ مراجعه‌کننده داشت. سیستم کتابخانه بیش از ۴۸۰۰۰۰ مطلب را در خود جای می‌دهد، از جمله کتاب، دی وی دی و بلوری، سی دی، کتاب‌های صوتی، ابزارها، چاپ‌های هنری، مواد زبانی و غیره. این مواد در سال مالی ۲۰۲۲–۲۰۲۱ تقریباً ۵ میلیون پرداخت داشته است. این کتابخانه همچنین دسترسی به پایگاه‌های داده، منبع آنلاین کتابهای الکترونیکی و کتابهای صوتی را ارائه می‌دهد. در حالی که این اعداد به‌طور کامل با اعداد قبل از کووید-۱۹ قابل مقایسه نیست، اما در حال نزدیک شدن به تعادل هستند.
در سال ۱۹۹۷، کتابخانه به عنوان کتابخانه ملی سال توسط «مجله کتابخانه» نامگذاری شد، که اولین کتابخانه‌ای در میشیگان بود که این افتخار را دریافت کرد. در سال ۲۰۲۲، برای پانزدهمین سال متوالی، در طول سال مالی در رتبه‌بندی سالانه کتابخانه‌های عمومی سراسر کشور در مجله کتابخانه نشان پنج ستاره را کسب کرد.

## شعبه‌ها

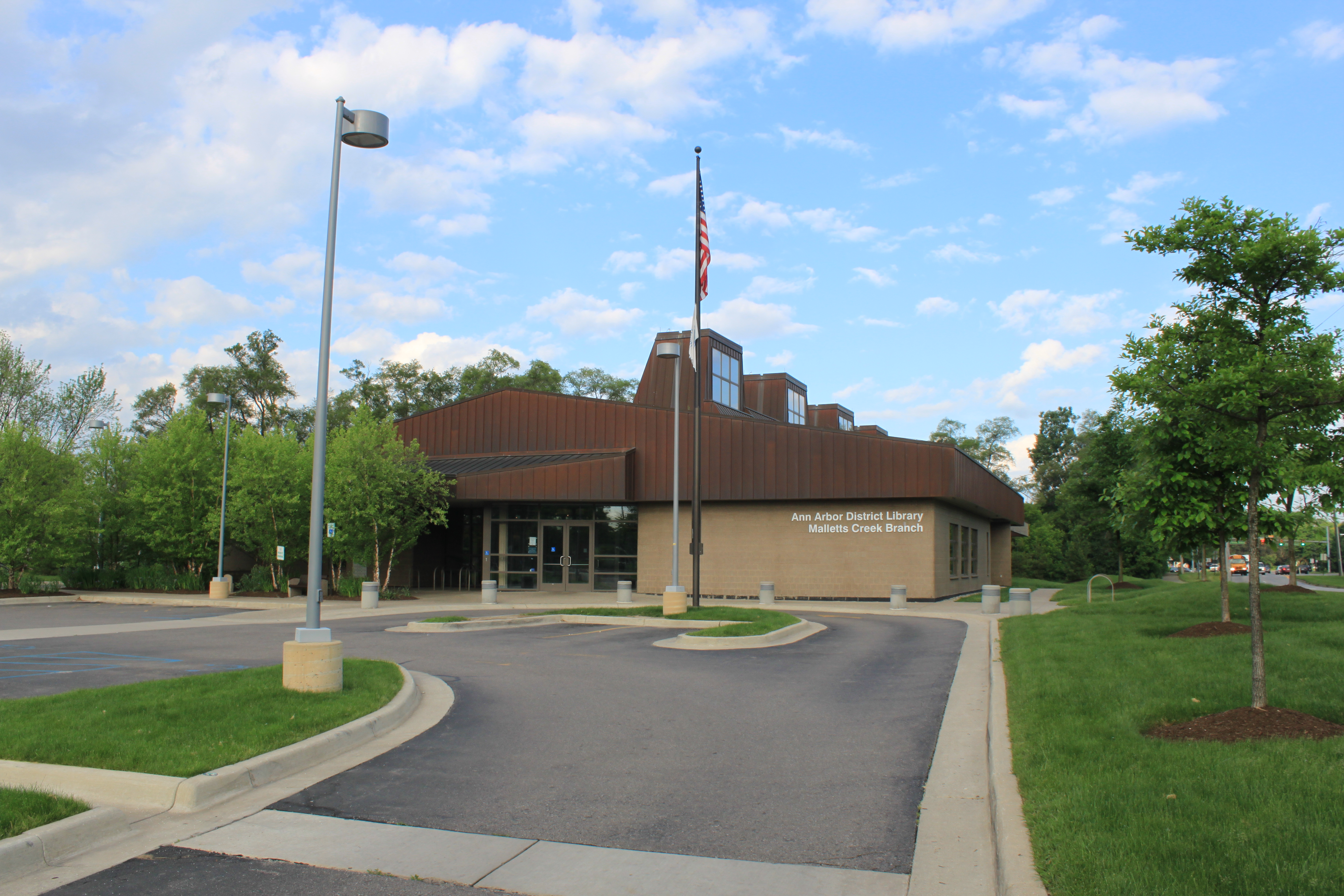
شعبه مالتز کریک

- کتابخانه مرکز شهر: خیابان پنجم جنوبی ۳۴۳
- شعبه مالتز کریک: ایزنهاور پارک وی شرقی ۳۰۹۰
- شعبه تراوروود: تراوروود درایو ۳۳۳۳
- شعبه در غربی: خیابان جکسون ۲۵۰۳
- شعبه پیتسفیلد: اوک ولی درایو ۲۳۵۹